# Benbræk-familien
Benbræk-familien (Nartheciaceae) er en lille familie, som er udbredt i Himalaya, Øst- og Sydasien og i Nordamerika samt i Vesteuropa. Det er stauder med tynde krybende jordstængler. Stænglerne er hårløse og ugrenede. Bladene danner oftest en grundstillet roset. De er linjeformede med tydelig spids. Blomsterne er samlet i endestillede stande med grønlige til gule blomster. Frugterne er kapsler med mange frø.
| Slægter |

- Aletris
- Lophiola
- Metanarthecium
- Benbræk (Narthecium)
- Nietneria